# Ceraso
Ceraso község (comune) Olaszország Campania régiójában, Salerno megyében.

## Fekvése
A Palistro folyó völgyében fekszik. Határai: Ascea, Castelnuovo Cilento, Cuccaro Vetere, Futani, Novi Velia, San Mauro la Bruca és Vallo della Lucania.

## Története
A települést valószínűleg a veliai görög telepesek alapították. Első írásos emléke 1149-ből származik. 1806-ban lett önálló község. Lakossága napjainkban is elsősorban mezőgazdasággal foglalkozik.  

## Népessége
A népesség számának alakulása:

## Főbb látnivalói
- San Nicola-templom - a 18. században épült
- Palazzo Di Lorenzo - 19. században épült nemesi palota
- Palazzo Iannicelli - 19. században épült nemesi palota
- Palazzo Lancolotti - 15. században épült nemesi palota